# Marco Júlio Vestino Ático
Marco Júlio Vestino Ático (em latim: Marcus Iulius Vestinus Atticus; m. 65) foi um senador romano da gente Júlia eleito cônsul em 65 com Aulo Licínio Nerva Siliano. Era filho do equestre Lúcio Júlio Vestino, que foi, entre outras coisas, prefeito do Egito entre 60 e 62.

## Carreira
Ático era um homem muito íntegro e era considerado muito talentoso. Caio Calpúrnio Pisão, o principal organizador do complô contra Nero conhecido como Conspiração Pisoniana, temia que Ático restaurasse a República Romana ou que alguém o transformasse em príncipe se a conspiração tivesse sucesso e o considerava "irascível e difícil". Apesar de ele não estar envolvido na conspiração, Nero queria eliminar Vestino como um conspirador por odiá-lo. Por conta disto, Nero ordenou que ele se suicidasse durante uma festa que ele estava celebrando em sua casa ("imminentes foro aedes"). Apesar de Ático tratar com o imperador de forma bastante próxima, ele detestava fazê-lo e não escondia o seu descontetamento.
No ano seguinte, Nero se casou com a viúva de Vestino, Estacília Messalina, que rumores indicavam já ser uma amante do imperador mesmo antes da morte do marido. É possível que um Vestino Ático  citado nos poemas de Marcial, tenha sido um filho de Ático e Messalina.